# Мажаров, Пётр Иванович
Пётр Иванович Мажаров (укр. Петро Іванович Мажаров; род. 26 апреля 1938 года, г. Новомосковск, Днепропетровская область, Украинская ССР) — украинский государственный деятель, председатель Хмельницкого областного совета с апреля 1992 года по июнь 1994 года.

## Биография
Родился 26 апреля 1938 года в городе Новомосковск Днепропетровской области в семье рабочего.
Окончил Днепропетровский политехнический институт, в дальнейшем работал работал бригадиром прокатного участка, мастером, старшим мастером на заводе «Запорожсталь».
В 1961 году был избран секретарем партийной организации тонколистового цеха «Запорожстали», в 1969 году стал заместителем секретаря парткома завода.
С 1972 по 1975 годах работал вторым, затем первым секретарём Заводского районного комитета КП УССР г. Запорожье.
После окончания Высшей партийной школы при ЦК КПСС был инспектором ЦК КП УССР, с октября 1980 года занимал должность секретаря Хмельницкого областного комитета КП УССР.
В апреле 1990 года стал заместителем председателя Хмельницкого областного Совета народных депутатов.
С апреля 1992 года по июнь 1994 года возглавлял Хмельницкий областной совет, в дальнейшем работал первым секретарём посольства Украины в Белоруссии.